# Krivodanovka
Krivodanovka (in russo Криводановка?) è un villaggio dell'oblast' di Novosibirsk, nella parte sud della Siberia Occidentale, in Russia. È situato nel distretto Novosibirskij.
Si trova a 12 km dalla città di Novosibirsk. 